# Monterey (Louisiane)
Pour les articles homonymes, voir Monterey.
Monterey est une census-designated place de la paroisse de Concordia, en Louisiane, aux États-Unis. 